# Antonio Troyo Calderón
Antonio Troyo Calderón (ur. 18 października 1923 w Cartago, zm. 1 grudnia 2015) – kostarykański duchowny katolicki, biskup pomocniczy San José de Costa Rica 1979-2002.

## Życiorys
Święcenia kapłańskie otrzymał 30 listopada 1947.
27 sierpnia 1979 papież Jan Paweł II mianował go biskupem pomocniczym San José de Costa Rica ze stolicą tytularną Burca. 21 września 1979 z rąk arcybiskupa Romána Arriety Villalobosa przyjął sakrę biskupią. 13 lipca 2002 ze względu na wiek złożył rezygnację z zajmowanej funkcji.